# Jacques Adam
Jacques Adam, né à Vendôme en 1663 et mort à Paris le 12 novembre 1735, est un homme de lettres et traducteur français.

## Biographie
Après de brillantes études chez les Oratoriens de Vendôme, il est envoyé à Paris où, à l'âge de 14 ans, il assiste l'abbé Fleury dans ses recherches et participe à l'élaboration de sa monumentale Histoire ecclésiastique. Il devient précepteur du prince de Conti, puis de son fils, qui lui ouvre les portes de l'Académie française en 1723.
Féru de grec et d'hébreu, il traduit Athénée dont il donne aussi une édition en grec. Il traduit également de l'italien en 1712 les Memorie della guerra de Raimondo Montecuccoli, qu'il contribue ainsi à faire connaître en Europe.
D'Alembert a dit de lui : « Adam était un de ces académiciens peu faits, à la vérité, pour décorer la Compagnie aux yeux du public, dans nos assemblées solennelles, mais qui n'en sont que plus nécessaires à nos séances intérieures, pour soutenir et fortifier notre travail par l'étendue et la variété de leurs connaissances. Cette classe de nos confrères est parmi nous à peu près ce que la classe des cultivateurs est dans l'État, celle qui alimente et fait vivre toutes les autres ; elle ne joue pas le rôle le plus brillant, mais elle remplit pour nous le rôle le plus utile. »